# Franc de la Guadeloupe
Pour les articles homonymes, voir franc.
 (décembre 2023).
Si vous disposez d'ouvrages ou d'articles de référence ou si vous connaissez des sites web de qualité traitant du thème abordé ici, merci de compléter l'article en donnant les références utiles à sa vérifiabilité et en les liant à la section « Notes et références ».
Le franc de la Guadeloupe est l'ancienne monnaie de la Guadeloupe et de ses dépendances, entre 1816 et 1975. Il a été remplacé par le franc français.

## Histoire monétaire
Restituée à la France le 25 juillet 1816, après le congrès de Vienne, la Guadeloupe reste soumise dans un premier temps à la livre coloniale, même si le franc français y circule officiellement. Au change, la livre de la Guadeloupe se négocie autour de 1,85 franc français. Par l'ordonnance du 23 mars 1817, sont démonétisés les mocos, morceaux contremarqués (RF, fleur de lys, G, GP, etc.) de pièce de 27 g d'argent (appelée gourde) qui servaient à pallier l'absence de numéraire : elles proviennent majoritairement du Mexique et des États-Unis. Ces famines monétaires récurrentes entraînèrent la production de jetons monétaires de nécessité exprimés en gourde. L'ordonnance royale du 30 août 1826, stipule que certaines monnaies étrangères peuvent encore y circuler, et ce dans la limite de montants et dans le cadre de transactions entre particuliers. À partir de 1830, le ministère des Colonies fait frapper deux types de pièces en cuivre, de 5 et 10 centimes, émises jusqu'à la fin des années 1840. Ces pièces circulent également en Martinique et en Guyane. À partir de 1848, la Deuxième République fonde la Banque de Prêt qui émet des billets de 5, 10, 50, 100, 500, et 1 000 francs. À partir de 1854, le Trésor colonial émet du papier monétaire appelé « bon de caisse » pour une valeur de 1 franc. Le décret impérial du 25 août 1855 tente à nouveau de limiter l'usage de monnaies numéraires étrangères. En 1858, la gourde percée ou coupée est définitivement démonétisée, son dernier cours au change était de 4,85 francs. À la suite du décret du 18 août 1884, le Trésor colonial émet de nouveaux bons de caisse unifaces pour des valeurs de 50 centimes, 1 de 2 francs.

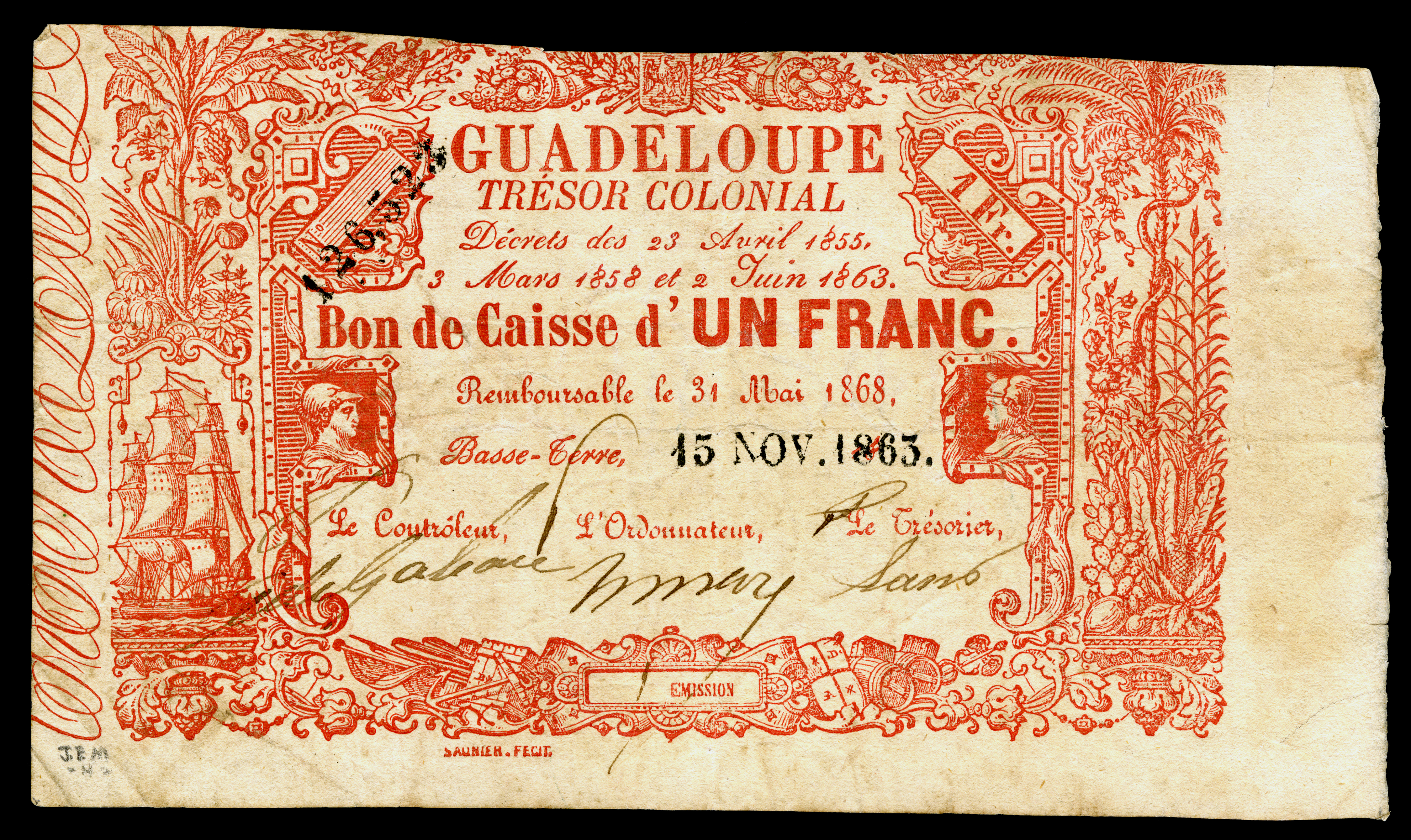
Bon de caisse du Trésor colonial Guadeloupe d'un franc émis en 1863.

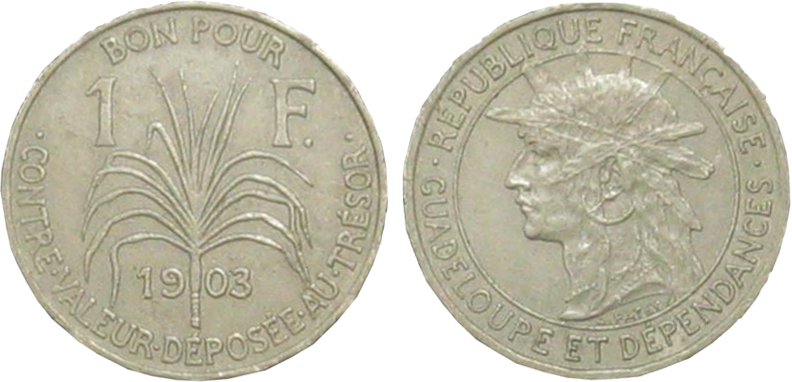
Bon pour 1 franc, pièce en nickel frappée à partir de 1903 figurant au revers un Arawak.

La loi du 11 juillet 1851 permet la création de la banque de la Guadeloupe qui récupère le privilège d'émission monétaire après 1884, et ses propres émissions mettront du temps à réellement circuler sur ce territoire. Cette loi stipule que le franc guadeloupéen représente le même poids d’or ou d’argent que le franc français mais l'île est dotée d’un régime monétaire autonome avec un système d’émission distinct, d’où la nécessité du change pour régler les importations. La banque émet des coupures pour des valeurs de 5, 25, 100 et 500 francs. Dans l'intervalle sont produites en 1903 et 1921 deux pièces de monnaie, pour des valeurs de 50 centimes et 1 franc, en nickel, selon un type conçu par A. Patey, frappées au nom de la Guadeloupe et dépendances ; ces monnaies émises à 600 000 exemplaires chacune sont mentionnées comme « bon pour contre-valeur déposée au Trésor colonial ».
En juillet 1944, le privilège d'émission monétaire est transféré à la Caisse centrale de la France d'outre-mer qui émet des coupures de 10, 20, 100 et 1 000 francs. En 1947, une deuxième série est fabriquée, pour des valeurs de 5, 10, 20, 50, 100, 500, 1 000, et 5 000 francs. En 1961, ces quatre derniers billets sont contremarqués en « nouveaux francs » (100 francs = 1 NF). Dès 1959, l'Institut d'émission des départements d'outre-mer reprend le privilège d'émission et émet des billets pour des valeurs de 5, 10, 50 et 100 francs. Après 1975, seuls les billets produits au nom de la Banque de France circulent en Guadeloupe.